# Nathuram Godse
Nathuram Vinayak Godse (19 mai 1910 à Baramati, au Maharashtra – 15 novembre 1949, Ambala), est un nationaliste hindou, auteur de l'assassinat du leader indépendantiste indien Mohandas Karamchand Gandhi.

## Biographie

### Jeunesse et engagement politique
Godse appartient à une famille de brahmanes pauvres, de caste chitpavan, farouchement traditionaliste. Ses trois frères aînés étant morts en bas âge avant sa naissance, il reçoit le prénom de Ramachandra, en l'honneur du dieu Rāma, afin de le protéger de ce que ses parents croient être une malédiction visant leurs enfants de sexe masculin. Le futur assassin du Mahatma Gandhi est dès lors élevé, habillé et considéré comme une fille durant ses premières années de vie, ayant le nez gauche percé comme cela est traditionnellement le cas pour les filles indiennes. Considérant avoir réussi à faire échouer le « mauvais sort » à la suite de la naissance de son frère cadet en bonne santé, ses parents lui donnent le prénom de Nathuram (littéralement « Ram avec le nez percé ») et il est dès cet instant élevé en garçon. Son père est employé des postes. Il ne réussit pas dans ses études et est contraint d'exercer des métiers manuels. 
Tant Nathuram Godse que ses frères furent élevés au sein de la matrice idéologique du nationalisme hindou que constitue le Rashtriya Swayamsevak Sangh (RSS). Leur milieu social et culturel prône l'action violente plutôt que l'ahimsa, le conservatisme social plutôt que des tendances progressistes ou égalitaristes, le rejet et la domination des musulmans plutôt que la coexistence pacifique. De fait, l'influence de Gandhi au Maharastra, dont est originaire Nathuram Godse, est plus faible que dans le reste de l'Inde, au profit d'approches plus radicales de la résistance contre l'occupant anglais. Pour ces hindous, la violence est un devoir sacré pour rétablir l'ordre du Dharma, en particulier contre l'occupant britannique.
Nathuram Godse s'engage d'abord dans le Rashtriya Swayamsevak Sangh (RSS), dont il a été un des prédicateurs, c'est-à-dire membre d'une de ses factions locales. En 1929, il fait la connaissance de Vinayak Damodar Savarkar, brahmane chitpavan du Maharashtra comme lui. Il est le concepteur et le promoteur du concept d'hindutva (hindouïté). Pour Savarkar, la nation indienne et la communauté hindoue ne font qu'une, et les minorités doivent s'effacer. La fierté hindoue, bafouée par les invasions mogholes puis britanniques, doit être rétablie. Il a été fortement impliqué dans une société secrète à vocation terroriste, India House, ce qui lui a valu une condamnation au bagne, puis le placement en résidence surveillée. Nathuram Godse, fasciné par cet homme, semble lui avoir servi de secrétaire particulier jusqu'en 1931. Lorsque Savarkar a purgé sa peine, il devient président du parti nationaliste hindou, le Hindu Mahasabha, dans lequel Godse devient l'un des responsables locaux de Pune.
En 1941, sa rencontre avec Narayan Apte, un autre militant du Hindu Mahasabha, brahmane chitpavan comme lui, est déterminante. A la fondation du quotidien Agrani (Précurseur), en partie financé par V. K. Savarkar, Godse en devient le rédacteur en chef et Apte, le directeur de rédaction. Cette publication leur donne un espace pour exprimer publiquement leur refus de toute concession accordée aux musulmans, et de toute atteinte à l'unité indienne autour de la communauté hindoue.

### Après la partition
À la suite de la partition de l'Inde et du Pakistan, en 1947, hindous et musulmans s'affrontent violemment. L'Inde est déchirée par une situation de quasi-guerre civile, qui fera entre 200 000 et 1 million de morts. Pour les milieux nationalistes hindous, la partition est inacceptable. Godse et Apte élaborent un projet, qui n'aura pas de suite, d'élimination des parlementaires de l'Assemblée constituante Pakistanaise.
Gandhi tente, quant à lui, de réconcilier les communautés et de ramener la paix. Le 1er septembre 1947, à Calcutta, de nouvelles émeutes éclatent. Le Mahatma loge alors dans le quartier musulman, ce qui exaspère les extrémistes hindous. Ils le menacent et lui demandent de quitter le quartier. Gandhi répond qu'il ne mangera que quand les violences auront cessé. Cette grève de la faim sera couronnée de succès.
De nouveau, le 13 janvier 1948, à Delhi, cette fois, Gandhi entame un jeûne illimité « pour protéger la vie, les biens et la religion des musulmans ». Gandhi craint qu'une guerre civile éclate dans la nouvelle Inde indépendante entre musulmans et hindous. Il revendique également le paiement par l'Inde d'une dette à l'égard du Pakistan issue de l'accord sur la partition du pays. De nouveau, il obtient gain de cause auprès des leaders des communautés religieuses. Les notables de Delhi signent un plan de paix, et l'Inde s'engage au paiement des 550 millions de roupies dues par la banque centrale d'Inde au Pakistan. Le 18 janvier, en présence de l'ambassadeur du Pakistan, le jeûne est rompu.
Pour les nationalistes hindous, ce jeûne est l'acte de trop : Gandhi est un traître. Ils n'acceptent pas, en particulier, qu'il ait fini par approuver la partition, alors qu'il avait dit qu'il la refuserait jusqu'à la mort. Ils ne supportent pas plus l'attitude d’apaisement de Gandhi vis-à-vis des musulmans, en particulier dans le contexte des conflits et violences interreligieux qui déchirent l'Inde. À leurs yeux, il est responsable de l'affaiblissement de l'Inde. Ils jugent son influence auprès du pouvoir indien dangereuse, empêchant l'Inde de devenir une grande puissance du fait des concessions qu'il impose face au Pakistan et à la communauté musulmane.

### Trois coups de feu
Dès le commencement de son jeûne de janvier 1948, Gandhi devient une cible pour Narayan Apte, véritable cerveau de l'attentat, et son entourage. Plusieurs projets d'assassinat sont préparés par les fanatiques hindous. Une première tentative est menée le 20 janvier 1948 par Gopal Godse, frère de Nathuram, et trois complices. Chacun doit lancer une grenade en direction de Gandhi au moment de sa prière publique. Mais, mal préparée, la tentative échoue, la seule grenade finalement lancée explosant à 50 m du Mahatma. Un membre du commando, Madanlal Pahwa, est arrêté. Nathuram Godse décide alors qu'il doit agir désormais seul, et au moyen d'une arme à feu, pour plus d'efficacité.
Le 30 janvier 1948, Gandhi sort de Birla House, à New Delhi, où il est hébergé par un riche industriel indien, Ghanshyam Das Birla, mécène régulier du leader spirituel indien. Il tenait quotidiennement une séance de prière dans les jardins. Entouré d'une foule de 500 personnes se pressant à son passage, le Mahatma, marchait péniblement, en s'appuyant sur sa cousine Abha et sa petite-cousine Manou,,.
Il est 17 h 17. La foule acclame Gandhi, aux cris de « Bapu ! ». Au moment de la salutation rituelle à la foule présente, Godse s'avance, se prosterne devant lui. L'une des jeunes filles soutenant Gandhi essaie de le rabrouer en lui disant « Frère, Bapu est déjà en retard ! ». Godse se redresse, puis dégaine un pistolet et tire trois coups de feu à bout portant. D'après de nombreuses sources, Gandhi s'effondre en prononçant : « Hé Rām » (Oh Dieu) - ce qui est toutefois contesté par ses assassins, selon qui c'est une réécriture de l'histoire pour aider à donner à Gandhi un statut de saint. Il meurt peu après dans ses appartements privés.
Herbert Reiner Jr. (en), jeune diplomate américain en poste à New Delhi et assistant à la scène, semble être le premier à réagir. Alors que la foule est saisie de sidération, il se précipite sur Nathuram Godse, le saisit par les épaules et le remet aux policiers indiens qui accourent sur place. L'assassin expliquera ensuite ne pas avoir cherché à fuir en raison « de [s]on ardent désir d’exprimer devant un tribunal les motifs de [s]on acte ». La question de la responsabilité des autorités dans la mort de Gandhi s'est progressivement imposée dans le débat national indien. Dans un de ses témoignages, Herbert Reiner Jr. a estimé que la sécurité autour de la prière de Gandhi était insuffisante alors qu'un attentat avait eu lieu, au même endroit et dans les mêmes circonstances, dix jours auparavant.
C'est Nehru, premier ministre du pays, qui annoncera la nouvelle de la mort du Mahatma à la radio. « La lumière a quitté nos vies, l'obscurité est partout, et je ne sais trop quoi vous dire et comment vous le raconter. Notre dirigeant bien-aimé, Bapu, comme nous l'appelions, le père de la Nation, n'est plus. »

### Procès et postérité
Pendant le procès, qui dura plus d'un an, Nathuram Godse revendique pleinement son geste. Il y proclame notamment : « Je n'ai aucune culpabilité, aucun regret, parce que je crois que Gandhi n'est pas le père de ma nation. Il a donné naissance au Pakistan. Il est le père du Pakistan ». Tout en assumant son geste, il n'en exprima pas moins du respect à l'égard de sa victime pour son combat contre l'occupant.
Godse et son complice Narayan Apte sont jugés et condamnés à mort. Les deux fils de Gandhi, Manilal Gandhi et Ramdas Gandhi, demandent une transformation de la condamnation en peine de prison, demande qui est rejetée par les autorités indiennes. Il est exécuté par pendaison le 15 novembre 1949 dans sa prison d'Ambal Central Jail. Son frère est condamné à 18 ans de prison.
Nehru organise une répression sévère des milieux nationalistes hindous, et dissout le Rashtriya Swayamsevak Sangh (RSS) - qui sera recréé par la suite. L'émotion est vive partout en Inde, et de nombreux brahmanes chitpavan, au Maharastra, sont pris à partie par la foule, signe que l'assassinat est bien perçu comme le fruit d'un certain milieu social et d'une conception politique particulière et non l’œuvre d'un déséquilibré isolé.
Gopal Godse continue, jusqu'à sa mort en 2005, à revendiquer la légitimité de ce crime et à en assumer le geste et les raisons, notamment à travers de nombreux ouvrages. Le témoignage de Nathuram Godse à son procès fait également l'objet d'une édition sous forme de livre.
Le mouvement politique hindou Shiv Sena continue également de soutenir cet assassinat.